# Тотрадз
Тотрадз (осет.  Тотрадз, каб. Тотреш) — персонаж нартского эпоса, сын Албега, единственного героя из нартского рода Алагата, редко упоминавшегося в эпосе и не славившегося своей воинственностью. 

## Мифология
Когда Тотрадз был в достаточно юном возрасте, он вступил в поединок с Сосланом, являвшегося кровным врагом рода Алагата и победил его, подняв коня Сослана, на котором тот сидел, на острие своего копья. Таким образом Тотрадз носил побеждённого врага в течение всего дня. На следующем поединке Сослан, воспользовавшись советом Шатаны, коварно убил юного Тотрадза ударом в спину. Мать Тотрадза, узнав о его гибели и не желая слышать о позорной смерти своего сына, возвестила: «Если он поранен сзади — то не показывайте мне даже трупа его, если же спереди — то несите сюда»  .
В кабардинском варианте эпоса маленький Тотреш, — также как и в осетинском юный Батрадз, — причиняет хитроумным способом боль своей матери, чтобы вынудить её огласить имя убийцы своего отца:

«… юный Тотреш просит мать поджарить ему зёрна кукурузы, но, когда бедняжка, сняв с огня, несёт ему в пригоршне эти зёрна, сын внезапно стискивает ей руку; она вскрикивает от боли и уступает. … Однако в осетинских сказаниях эта тема имеет иную форму.» 

## Источник
- Дзадзиев А. Б., Этнография и мифология осетин, Владикавказ, 1994, стр. 137, ISBN 5-7534-0537-1

- Ж. Дюмезиль, Осетинский эпос и мифология, Владикавказ, изд. Наука, 2001.